# Шварц, Йоханн
Йо́ханн Шварц (нем. Johann Schwarz; родился в 1891 году, Прага, Австро-Венгрия — 1914) — австрийский футболист, нападающий. Известен тем, что стал лучшим бомбардиром первого розыгрыша чемпионата Австрии.

## Клубная карьера
Йоханн Шварц начал карьеру в чешском клубе «Карловы Вары», откуда через год перешёл в немецкий «Гамбург». В «Гамбурге» Шварц показывал хорошую игру в нападении, что позволило ему дважды сыграть за сборную города против сборной Берлина. Осенью 1910 года австрийский клуб «Фёрст», переживавший игровые трудности, пригласил к себе Шварца на временной основе.
В новой команде, однако, Шварц очень быстро стал одним из важнейших игроков, приобретя репутацию блестящего бомбардира. Он отличался высокой скоростью и мощным ударом. По итогам первого розыгрыша чемпионата Австрии 1911/12 Шварц с 22 голами стал лучшим бомбардиром сезона, несмотря на то, что «Фёрст» занял лишь шестое место в таблице. 7 мая 1911 года нападающий дебютировал за сборную Австрии в матче против сборной Венгрии.
Летом 1912 года Шварц перешёл в клуб ВАФ, который показывал сильную игру и претендовал на чемпионство. Однако «Фёрст» не признал факт перехода и старался всячески сохранить игрока. Судебные разбирательства, в течение которых Шварц не имел права выходить на поле, затянулись до весны 1913 года. В итоге «Фёрст» так и не сумел предоставить сведения о незаконности перехода и был приговорён к штрафу в 200 крон за «развитие профессионального спорта», а Шварцу запретили играть до конца сезона. Летом 1913 года ему всё же позволили присоединиться к ВАФ.
В сезоне 1913/14 Шварц вновь показал себя с наилучшей стороны, став лучшим бомбардиром команды и завоевав с ней чемпионство. В решающей игре последнего тура против бывшей команды Шварца «Фёрст» нападающий сделал дубль. Проигрывавший по ходу матча ВАФ в итоге одержал волевую победу со счётом 4:2.
Всего через несколько недель после этого успеха Йоханн Шварц, будучи призванным в армию для участия в Первой мировой войне, погиб в одном из сражений против русских войск.

## Карьера в сборной

### Матчи за сборную
| № | Дата             | Соперник | Счёт | Голы Шварца | Соревнование      |
| - | ---------------- | -------- | ---- | ----------- | ----------------- |
| 1 | 7 мая 1911       | Венгрия  | 3:1  | -           | Товарищеский матч |
| 2 | 10 сентября 1911 | Германия | 2:1  | -           | Товарищеский матч |
| 3 | 26 октября 1913  | Венгрия  | 3:4  | 1           | Товарищеский матч |

Итого: 3 матча / 1 гол; 2 победы, 1 поражение

## Достижения
- Чемпион Австрии: 1913/14
- Лучший бомбардир чемпионата Австрии: 1911/12

## Статистика выступлений
| Клуб             | Сезон            | Лига | Лига | Прочие | Прочие | Итого | Итого |
| Клуб             | Сезон            | Игры | Голы | Игры   | Голы   | Игры  | Голы  |
| ---------------- | ---------------- | ---- | ---- | ------ | ------ | ----- | ----- |
| Фёрст (Вена)     | 1910/11          | -    | -    | 1      | 1      | 1     | 1     |
| Фёрст (Вена)     | 1911/12          | 18   | 22   | 0      | 0      | 18    | 22    |
| Фёрст (Вена)     | Итого            | 18   | 22   | 1      | 1      | 19    | 23    |
| ВАФ              | 1912/13          | 0    | 0    | 0      | 0      | 0     | 0     |
| ВАФ              | 1913/14          | 17   | 19   | 0      | 0      | 17    | 19    |
| ВАФ              | Итого            | 17   | 19   | 0      | 0      | 17    | 19    |
| Всего за карьеру | Всего за карьеру | 35   | 41   | 1      | 1      | 36    | 42    |